# Aaron Königs
Aaron Königs (* 12. Oktober 1994 in Düsseldorf, bürgerlich Aaron Koenigs) ist ein deutscher Fernsehdarsteller. Erste Medienpräsenz erlangte er im Jahr 2009.

## Leben
Königs studierte Musikwissenschaften und Germanistik in Köln. In seiner Kindheit und Jugend tanzte er Ballett und sang im Kirchenchor. Er lebt offen homosexuell.
2015 trat er um den Titel Mr. Gay Germany an und wurde Zweiter hinter Tony Eberhardt. Aus Krankheitsgründen ließ Eberhardt sich 2016 bei einigen Auftritten durch Königs vertreten. So repräsentierte Königs Deutschland bei der Wahl um Mr. Gay World, wo er den neunten Platz holte.

## Fernsehkarriere
Mit 14 Jahren nahm Königs 2009 an der ersten Staffel von Die Jungs-WG auf KiKA teil. 2018 nahm er an Die Wohngemeinschaft teil, für die Funk ehemalige Bewohner der Jungs-WG und der Mädchen-WG zusammenbrachte. 2024 war er für die Jubiläumsstaffel 20 erneut Mitglied einer WG aus Rückkehrern.
2019 war er Kandidat bei der Datingshow Prince Charming und schied als Viertplatzierter aus. Im Mai und Juni 2020 war er bei der neuen Staffel der Show The Mole zu sehen. Er kam unter die letzten vier und schied vor dem Finale aus. Im August 2020 nahm Königs als Nachrücker an der 8. Staffel der Sat.1-Show Promi Big Brother teil und erreichte Platz neun. Im Januar des Jahres 2021 moderierte Königs drei Shows CASH FLASH – die schnelle Spielshow des Fernsehsenders Sport1. Die Call-Win-Show wurde bereits nach wenigen Folgen abgesetzt. Im Februar des gleichen Jahres wurde er in der Show Die Festspiele der Reality Stars – Wer ist die hellste Kerze? erster Tagessieger und im Finale Zweiter. 2023 gewann er die erste Staffel des Prince-Charming-Ablegers Charming Boys zusammen mit dem Newcomer Lukas. 2024 nahm er an der zweiten Staffel von Good Luck Guys teil.

## Wettbewerbe
- 2015: Mr. Gay Germany (Platz 2)
- 2016: Mr. Gay World (Platz 9)

## Filmografie
Moderation
- 2021: CASH FLASH – die schnelle Spielshow (Sport1)

Fernsehauftritte
- 2009: Die Jungs-WG – Ein Monat ohne Eltern
- 2018: Die Wohngemeinschaft
- 2019: Prince Charming (Platz 4)
- 2020: The Mole – Wem kannst du trauen? (Platz 4)
- 2020: Promi Big Brother (Platz 9)
- 2020, 2021–2023: Promi Big Brother – Die Late Night Show
- 2021: Die Festspiele der Reality Stars – Wer ist die hellste Kerze? (Platz 2)
- 2023: Charming Boys (Gewinner)
- 2024: Good Luck Guys
- 2024: Die WG – Das große Wiedersehen